# Баттю, Антуан
Антуан Баттю (фр. Antoine Battut, родился 1 января 1984 года в Тулузе) — французский регбист, выступавший на позиции фланкера.

## Биография

### Клубная карьера

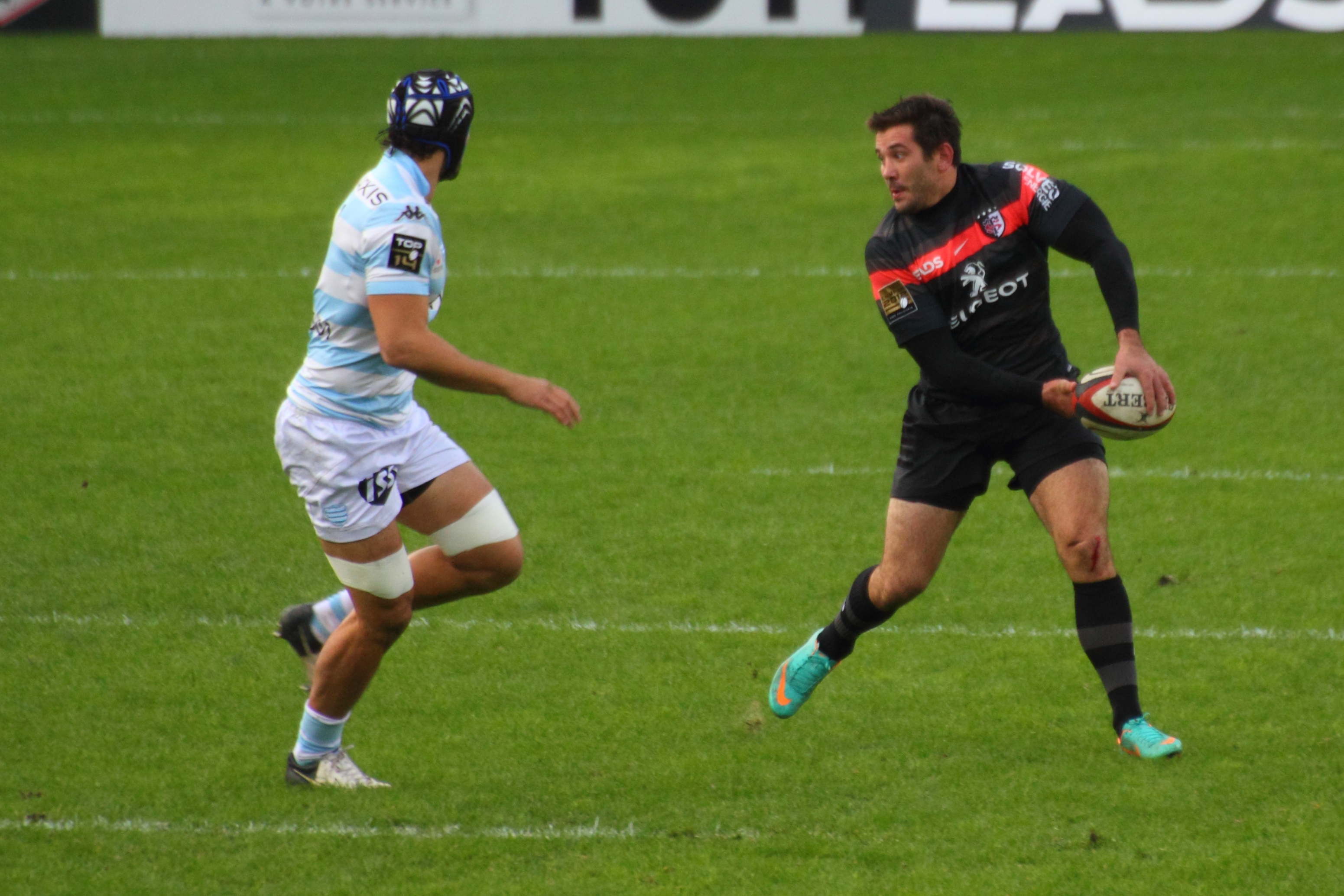
В игре за «Расинг 92» против игрока «Тулузы» Флориана Фрица

Баттю начал заниматься регби в клубе «Коссад», с 1998 по 2001 годы был в академии клуба «Монтобан». В 2001 году перешёл в «Тулузу», дебютировав в её составе в 2004 году, в 2006 году стал игроком клуба «Ош Жер». В 2007 году окончил Национальный институт прикладных наук Тулузы. В сезоне 2007/2008 Баттю выиграл с «Ош Жер» турнир Про Д2, после чего вернулся в «Монтобан» для выступления в Топ 14. Он отыграл в составе «Монтобана» два сезона, выходя регулярно в стартовом составе на матчи чемпионата Франции и Кубка Хейнекен. С 2010 по 2014 годы играл за «Расинг 92».
В 2014 году Баттю перешёл в «Монпелье Эро», за который выступал до конца сезона 2016/2017. Несмотря на желание продолжать играть за команду, он вынужден был покинуть её в связи с тем, что президент клуба Мохед Альтрад настоял на расторжении контрактов с рядом игроков. 8 сентября 2017 года Баттю заключил соглашение с клубом «Авирон Байонне», выбывшим в Про Д2 по итогам минувшего сезона. Там его наставником стал Пьер Бербизье, с которым он работал ещё в «Расинге».
Пройдя курс реабилитации после тяжёлой травмы, Баттю продолжил уверенно выступать за «Авирон Байонне», в составе которой выиграл в сезоне 2018/2019 турнир Про Д2, будучи также капитаном команды. Однако 1 декабря 2019 года в матче Топ 14 против «Тулузы» он получил травму, а после перерыва в сезоне чемпионата Франции объявил в январе 2020 года о завершении игровой карьеры и переходе в тренерский штаб клуба «Авирон Байонне».

### Карьера в сборных
Играл за студенческую сборную Франции, проведя в 2005 году матч против сверстников из Англии, а в 2006 году сыграв против Испании (занёс попытку). Привлекался к играм за сборную по регби-7 и вторую сборную: в частности, сыграл в 2010 году на Кубке Черчилля в матчах против Уругвая (две попытки), США и Канады.

### Вне игровой карьеры
С 6 октября 2014 года по 7 января 2019 года Баттю был вице-президентом национального объединения французских регбистов Provale. С 2020 года работает в тренерском штабе «Авирон Байонне».
В ночь с 23 на 24 августа 2022 года Баттю и его коллега по клубу тренер Сириль Гоме (фр. Cyril Gomes) прибыли в клинику Агилера (фр. Aguilera) в Биаррице, чтобы навестить своего друга, попавшего в больницу с переломом после катания на скутере. Однако Covid-протокол запрещал присутствие посторонних лиц в палате. Когда один из медсотрудников попытался напомнить Баттю и Гоме об этом, они затеяли драку, а Баттю ударил медсотрудника кулаком в лицо. Через 3 часа обоих арестовала полиция. Хотя Баттю принёс свои извинения за случившееся, его обязали предстать перед судом, а первое слушание назначили на 23 февраля 2023 года.

## Достижения
- Победитель Про Д2:
  - 2006/2007[фр.] (Ош Жер)
  - 2018/2019[фр.] (Авирон Байонне)